# مستقبلنا المسروق (كتاب)
مستقبلنا المسروق: هل نهدد خصوبتنا، الذكاء، والبقاء على قيد الحياة؟ قصة بوليسية علمية هو كتاب 1996 من قبل ثيو كولبورن، ديان دومانوسكي، وجون بيترسون مايرز. الكتاب يروي تطور إضطرابات الغدد الصماء فرضية كولبورن. على الرغم من كتابته للصحافة الشعبية في شكل سردي، إلا أن الكتاب يحتوي على قدر كبير من الأدلة العلمية. مقدمة من نائب الرئيس آنذاك آل غور زيادة وضوح الكتاب. أثرت في نهاية المطاف على سياسة الحكومة من خلال جلسات الإستماع في الكونغرس وساعدت في تعزيز تطوير مبادرة البحث والتنظيم داخل وكالة حماية البيئة الأمريكية (وكالة حماية البيئة).
بدأ المؤلفون أيضًا موقعا إلكترونيا يواصل مراقبة الأبحاث العلمية المسببة لإضطرابات الغدد الصماء والإبلاغ عنها.
منذ ذلك الحين تم نشر آلاف المقالات العلمية حول إضطراب الغدد الصماء، مما يدل على توافر أموال المنح للبحث عن الفرضية التي أثارها مستقبلنا المسروق. على سبيل المثال، ندوة في 2007 الرابطة الأمريكية لتقدم العلوم بحث الإجتماع مساهمة إضطراب الغدد الصماء في السمنة وإضطراب التمثيل الغذائي. كما هو الحال في كثير من الأحيان، هناك أدلة قوية على الحيوانات ولكن القليل من الإختبارات الوبائية للتنبؤات القائمة على التجارب على الحيوانات.
وجد تحليل عام 2006 لبيانات مركز السيطرة على الأمراض زيادة غير عادية في خطر الإصابة بمرض السكري من النوع الثاني كدالة للتعرض للملوثات العضوية الثابتة، ولا سيما المواد الكيميائية العضوية الإصطناعية مثل الهالوجينات العضوية.

## أنظر أيضًا
- الربيع الصامت

## روابط خارجية
يمكن العثور على بعض أهم الأوراق التي تدعم آراء مؤلفي الكتاب هنا.
- الموقع الرسمي
- مبادرة أبحاث اضطرابات الغدد الصماء التابعة لوكالة حماية البيئة
- مستقبلنا المسروق - تمت إعادة النظر فيه بعد 15 عاما (حديث من قبل أحد المؤلفين يبحث في علم اضطرابات الغدد الصماء منذ نشر الكتاب)